# Basquetebol nos Jogos Olímpicos de Verão de 2024
As competições de basquetebol nos Jogos Olímpicos de Verão de 2024 em Paris, França, foram realizadas de 27 de julho a 11 de agosto de 2024. As partidas preliminares do basquete 5 contra 5 ocorreram no Estádio Pierre Mauroy em Lille, com a fase final na Bercy Arena em Paris. Voltando ao programa pela segunda vez, as competições do 3x3 foram disputadas na Praça da Concórdia.

## Qualificação

### 5x5
Cada Comitê Olímpico Nacional (CON) poderia inscrever apenas uma equipe masculina de 12 jogadores e uma equipe feminina de 12 jogadores.
Masculino
| Método                       | Método                       | Data                                  | Local                  | Vagas | Classificados  |
| ---------------------------- | ---------------------------- | ------------------------------------- | ---------------------- | ----- | -------------- |
| País-sede                    | País-sede                    | —                                     | —                      | 1     | França         |
| Copa do Mundo de 2023        | África                       | 25 de agosto – 10 de setembro de 2023 | Jacarta Okinawa Manila | 1     | Sudão do Sul   |
| Copa do Mundo de 2023        | Américas                     | 25 de agosto – 10 de setembro de 2023 | Jacarta Okinawa Manila | 2     | Canadá         |
| Copa do Mundo de 2023        | Américas                     | 25 de agosto – 10 de setembro de 2023 | Jacarta Okinawa Manila | 2     | Estados Unidos |
| Copa do Mundo de 2023        | Ásia                         | 25 de agosto – 10 de setembro de 2023 | Jacarta Okinawa Manila | 1     | Japão          |
| Copa do Mundo de 2023        | Europa                       | 25 de agosto – 10 de setembro de 2023 | Jacarta Okinawa Manila | 2     | Alemanha       |
| Copa do Mundo de 2023        | Europa                       | 25 de agosto – 10 de setembro de 2023 | Jacarta Okinawa Manila | 2     | Sérvia         |
| Copa do Mundo de 2023        | Oceania                      | 25 de agosto – 10 de setembro de 2023 | Jacarta Okinawa Manila | 1     | Austrália      |
| Pré-Olímpico Mundial de 2024 | Pré-Olímpico Mundial de 2024 | 2–7 de julho de 2024                  | Valência               | 1     | Espanha        |
| Pré-Olímpico Mundial de 2024 | Pré-Olímpico Mundial de 2024 | 2–7 de julho de 2024                  | Riga                   | 1     | Brasil         |
| Pré-Olímpico Mundial de 2024 | Pré-Olímpico Mundial de 2024 | 2–7 de julho de 2024                  | Pireu                  | 1     | Grécia         |
| Pré-Olímpico Mundial de 2024 | Pré-Olímpico Mundial de 2024 | 2–7 de julho de 2024                  | San Juan               | 1     | Porto Rico     |
| Total                        | Total                        | Total                                 | Total                  | 12    |                |

Feminino
| Método                       | Data                                  | Local     | Vagas | Classificados  |
| ---------------------------- | ------------------------------------- | --------- | ----- | -------------- |
| País-sede                    | —                                     | —         | 1     | França         |
| Copa do Mundo de 2022        | 22 de setembro – 1 de outubro de 2022 | Sydney    | 1     | Estados Unidos |
| Pré-Olímpico Mundial de 2024 | 8–11 fevereiro de 2024                | Antuérpia | 2     | Bélgica        |
| Pré-Olímpico Mundial de 2024 | 8–11 fevereiro de 2024                | Antuérpia | 2     | Nigéria        |
| Pré-Olímpico Mundial de 2024 | 8–11 fevereiro de 2024                | Sopron    | 3     | Japão          |
| Pré-Olímpico Mundial de 2024 | 8–11 fevereiro de 2024                | Sopron    | 3     | Espanha        |
| Pré-Olímpico Mundial de 2024 | 8–11 fevereiro de 2024                | Sopron    | 3     | Canadá         |
| Pré-Olímpico Mundial de 2024 | 8–11 fevereiro de 2024                | Belém     | 3     | Austrália      |
| Pré-Olímpico Mundial de 2024 | 8–11 fevereiro de 2024                | Belém     | 3     | Alemanha       |
| Pré-Olímpico Mundial de 2024 | 8–11 fevereiro de 2024                | Belém     | 3     | Sérvia         |
| Pré-Olímpico Mundial de 2024 | 8–11 fevereiro de 2024                | Xian      | 2     | China          |
| Pré-Olímpico Mundial de 2024 | 8–11 fevereiro de 2024                | Xian      | 2     | Porto Rico     |
| Total                        | Total                                 | Total     | 12    |                |

### 3x3
O torneio de basquetebol 3x3 retornou ao programa com oito times disputando as modalidades masculina e feminina, assim como em 2020. Os CONs poderiam inscrever apenas uma equipe masculina de quatro jogadores e apenas uma equipe feminina de quatro jogadores. Cada equipe é constituída por três jogadores em quadra e um único suplente.
Masculino
| Método                                               | Data                   | Local      | Vagas | Classificados                   |
| ---------------------------------------------------- | ---------------------- | ---------- | ----- | ------------------------------- |
| País-sede                                            | —                      | —          | 0     | —                               |
| Ranking Mundial FIBA 3x3                             | 1 de novembro de 2023  | —          | 3     | China · Estados Unidos · Sérvia |
| Torneio de Qualificação Olímpica de Universalidade 1 | 12–24 de abril de 2024 | Hong Kong  | 1     | Letônia                         |
| Torneio de Qualificação Olímpica de Universalidade 2 | 3–5 de maio de 2024    | Utsunomiya | 1     | Países Baixos                   |
| Torneio Pré-Olímpico FIBA 3x3                        | 16–19 de maio de 2024  | Debrecen   | 3     | França · Lituânia · Polônia     |
| Total                                                |                        |            | 8     |                                 |

Feminino
| Método                                               | Data                   | Local      | Vagas | Classificados               |
| ---------------------------------------------------- | ---------------------- | ---------- | ----- | --------------------------- |
| País-sede                                            | —                      | —          | 1     | França                      |
| Ranking Mundial FIBA 3x3                             | 1 de novembro de 2023  | —          | 2     | China · Estados Unidos      |
| Torneio de Qualificação Olímpica de Universalidade 1 | 12–24 de abril de 2024 | Hong Kong  | 1     | Azerbaijão                  |
| Torneio de Qualificação Olímpica de Universalidade 2 | 3–5 de maio de 2024    | Utsunomiya | 1     | Austrália                   |
| Torneio Pré-Olímpico FIBA 3x3                        | 16–19 de maio de 2024  | Debrecen   | 3     | Alemanha · Canadá · Espanha |
| Total                                                |                        |            | 8     |                             |

## Nações participantes
| CON                | Masculino | Masculino | Feminino | Feminino | Total   |
| CON                | 5×5       | 3×3       | 5×5      | 3×3      | Atletas |
| ------------------ | --------- | --------- | -------- | -------- | ------- |
| GER Alemanha       | Yes       |           | Yes      | Yes      | 28      |
| AUS Austrália      | Yes       |           | Yes      | Yes      | 28      |
| AZE Azerbaijão     |           |           |          | Yes      | 4       |
| BEL Bélgica        |           |           | Yes      |          | 12      |
| BRA Brasil         | Yes       |           |          |          | 12      |
| CAN Canadá         | Yes       |           | Yes      | Yes      | 28      |
| CHN China          |           | Yes       | Yes      | Yes      | 20      |
| ESP Espanha        | Yes       |           | Yes      | Yes      | 28      |
| USA Estados Unidos | Yes       | Yes       | Yes      | Yes      | 32      |
| FRA França         | Yes       | Yes       | Yes      | Yes      | 32      |
| GRE Grécia         | Yes       |           |          |          | 12      |
| JPN Japão          | Yes       |           | Yes      |          | 24      |
| LAT Letônia        |           | Yes       |          |          | 4       |
| LTU Lituânia       |           | Yes       |          |          | 4       |
| NGR Nigéria        |           |           | Yes      |          | 12      |
| NED Países Baixos  |           | Yes       |          |          | 4       |
| POL Polônia        |           | Yes       |          |          | 4       |
| PUR Porto Rico     | Yes       |           | Yes      |          | 24      |
| SRB Sérvia         | Yes       | Yes       | Yes      |          | 28      |
| SSD Sudão do Sul   | Yes       |           |          |          | 12      |
| Total: 20 CONs     | 144       | 32        | 144      | 32       | 352     |

## Calendário
Os torneios de basquetebol foram realizados ao longo de 16 dias, com as disputas de medalhas nas competições 3x3 ocorrendo em 5 de agosto, as decisões do torneio masculino 5x5 em 10 de agosto e do torneio feminino no dia seguinte.
| G | Fase de grupos | QF | Quartas de final | SF | Semifinais | B | Disputa pelo bronze | F | Final |

| DataEvento    | Sáb 27 jul | Dom 28 jul | Seg 29 jul | Ter 30 jul | Qua 31 jul | Qui 1 ago | Sex 2 ago | Sáb 3 ago | Sáb 3 ago | Dom 4 ago | Dom 4 ago | Seg 5 ago | Seg 5 ago | Seg 5 ago | Ter 6 ago | Qua 7 ago | Qui 8 ago | Sex 9 ago | Sáb 10 ago | Sáb 10 ago | Dom 11 ago | Dom 11 ago |
| ------------- | ---------- | ---------- | ---------- | ---------- | ---------- | --------- | --------- | --------- | --------- | --------- | --------- | --------- | --------- | --------- | --------- | --------- | --------- | --------- | ---------- | ---------- | ---------- | ---------- |
| Masculino     | G          | G          |            | G          | G          |           | G         | G         | G         |           |           |           |           |           | QF        |           | SF        |           | B          | F          |            |            |
| Feminino      |            | G          | G          |            | G          | G         |           | G         | G         | G         | G         |           |           |           |           | QF        |           | SF        |            |            | B          | F          |
| 3x3 masculino |            |            |            | G          | G          | G         | G         |           |           | G         | QF        | SF        | B         | F         |           |           |           |           |            |            |            |            |
| 3x3 feminino  |            |            |            | G          | G          | G         | G         | G         | QF        |           |           | SF        | B         | F         |           |           |           |           |            |            |            |            |

## Medalhistas
| Evento        | Ouro | Prata | Bronze |
| ------------- | --- | --- | --- |
| Masculino     | Stephen Curry Anthony Edwards LeBron James Kevin Durant Derrick White Tyrese Haliburton Jayson Tatum Joel Embiid Jrue Holiday Bam Adebayo Anthony Davis Devin Booker USA Estados Unidos      | Frank Ntilikina Nicolas Batum Andrew Albicy Guerschon Yabusele Isaïa Cordinier Evan Fournier Nando de Colo Mathias Lessort Rudy Gobert Victor Wembanyama Matthew Strazel Bilal Coulibaly FRA França | Uroš Plavšić Filip Petrušev Nikola Jović Bogdan Bogdanović Vanja Marinković Ognjen Dobrić Nikola Jokić Vasilije Micić Marko Gudurić Dejan Davidovac Aleksa Avramović Nikola Milutinov SRB Sérvia |
| Feminino      | Jewell Loyd Kelsey Plum Sabrina Ionescu Kahleah Copper Chelsea Gray A'ja Wilson Breanna Stewart Napheesa Collier Diana Taurasi Jackie Young Alyssa Thomas Brittney Griner USA Estados Unidos | Marine Fauthoux Alexia Chery Sarah Michel Valériane Ayayi Iliana Rupert Janelle Salaün Dominique Malonga Gabby Williams Marième Badiane Marine Johannès Leïla Lacan Romane Bernies FRA França       | Jade Melbourne Kristy Wallace Stephanie Talbot Tess Madgen Alanna Smith Ezi Magbegor Marianna Tolo Cayla George Amy Atwell Isobel Borlase Lauren Jackson Sami Whitcomb AUS Austrália             |
| 3x3 masculino | Jan Driessen Dimeo van der Horst Arvin Slagter Worthy de Jong NED Países Baixos | Lucas Dussoulier Timothé Vergiat Jules Rambaut Franck Seguela FRA França | Šarūnas Vingelis Gintautas Matulis Aurelijus Pukelis Evaldas Džiaugys LTU Lituânia |
| 3x3 feminino  | Marie Reichert Elisa Mevius Sonja Greinacher Svenja Brunckhorst GER Alemanha | Vega Gimeno Sandra Ygueravide Juana Camilión Gracia Alonso de Armiño ESP Espanha | Dearica Hamby Cierra Burdick Hailey Van Lith Rhyne Howard USA Estados Unidos |

## Quadro de medalhas
| Ordem | País               | Medalha de ouro | Medalha de prata | Medalha de bronze |    | Ordem por total |
| ----- | ------------------ | --------------- | ---------------- | ----------------- | -- | --------------- |
| 1     | USA Estados Unidos | 2               |                  | 1                 | 3  | 1               |
| 2     | GER Alemanha       | 1               |                  |                   | 1  | 3               |
|       | NED Países Baixos  | 1               |                  |                   | 1  | 3               |
| 4     | FRA França         |                 | 3                |                   | 3  | 1               |
| 5     | ESP Espanha        |                 | 1                |                   | 1  | 3               |
| 6     | AUS Austrália      |                 |                  | 1                 | 1  | 3               |
|       | LTU Lituânia       |                 |                  | 1                 | 1  | 3               |
|       | SRB Sérvia         |                 |                  | 1                 | 1  | 3               |
| TOTAL | TOTAL              | 4               | 4                | 4                 | 12 | —               |